# 黒田播磨
黒田 播磨 （くろだ はりま）は、江戸時代後期（幕末期）から明治初期の福岡藩大老・三奈木黒田家10代当主。筆頭家老として、義弟である加藤司書ら尊皇攘夷派を援護した。隠居後の名は一葦（いちい）。

## 生涯
文政元年（1818年）11月5日、三奈木黒田家9代当主黒田清定の子として生まれる。翌文政2年（1819年）12月、福岡藩中老の加藤内匠徳裕の養子となり加藤半之丞徳蔵と称し、天保8年（1837年）9月に養父から家督を継ぎ加藤家10代当主となる。
天保9年（1838年）1月、三奈木黒田家の養嗣子で義兄の黒田一修が廃嫡となり、実家に復籍し清定の嗣子となって黒田三左衛門一整と称した。天保11年（1840年）4月、加藤家の家督を養父の長男である義弟の三太郎（加藤司書）に譲り、一整は三奈木黒田家の家督を継いで家老となり、福岡藩主黒田長溥の偏諱を受けて黒田溥整と名乗り、弘化元年（1844年）8月以降からは父と同じく播磨の通称を用いた。
溥整は家老中で尊皇攘夷派に近い立場にあり、自らを「正義派」と称する政治勢力に属し司書や実妹の田鶴子が嫁いでいた建部武彦らの尊皇攘夷派を様々な役職に推挙し、藩政に参画させようと画策した。また、元治元年（1864年）の第一次長州征討の際は尊皇攘夷派と連携し、長州藩の恭順と征討軍の解兵を実現するための周旋活動を積極的に行った。しかし一方で藩主黒田長溥とは、西洋軍法の導入や役人人事、周旋活動など、藩政の運営を巡ってたびたび対立し、家老中にも「正義派」と「佐幕派」の対立が強まっていた。元治2年（1865年）2月、加藤司書の征長軍解兵の功績が評価され、藩主たちの反対を押し切って司書の家老に昇進を実現させたが、これにより浦上信濃・小川讃岐・野村東馬などの佐幕派家老が一斉辞任して勤王派が暴走することが多くなり、犬鳴御別館事件や第二次長州征討決定で征長軍解兵の功績を否定されたことにより、司書は家老を罷免され、藩論は一転し、佐幕派が復権することとなった。その結果「乙丑の獄」が起こり、勤王派はことごとく弾圧され、溥整も蟄居を命じられた。
慶応4年（1868年）2月、藩論が再び勤王に変わったことにより赦されて藩政に復帰した。明治2年（1869年）2月、老いを理由に隠居し、名を一葦と改めた。
明治18年（1885年）12月13日死去。享年68。明治44年（1911年）1月、従四位贈位。
墓所は三奈木黒田家の菩提寺である朝倉市の清岩禅寺（清岩寺）
孫の黒田一義は男爵を叙爵された。